# Crustaceomorfs
Els curstaceomorfs (Crustaceomorpha, gr. 'amb forma de crustaci') és un proposat clade d'artròpodes que inclou els crustacis i un gran nombre de grups extints. Les sinapomorfies per a aquest clade són que les antenes larvals són un òrgan per l'alimentació o locomotor i que hi ha sis podòmers endopodals en les antenes.
Els grups extints en els Crustaceomorpha varien considerablement. Inclou Agnostida (normalment tractat sota Trilobita), Waptiida, Isoxyida, Phosphatocopida, i Bradoriida, entre d'altres. Aquests crustaciomorfs primitius s'agrupen sota Pseudocrustacea.
La validesa de Crustaceomorpha està controvertida. Té més suport entre els paleontòlegs que els consideren un grup germana a Arachnomorpha, el qual inclouria trilobits i Chelicerata (vegeu el cladograma de sota). Ambdòes estan agrupats dins Schizoramia, un clade d'artròpodes amb apèndixs biramosos. En contrast, els neontòlegs tendeixen a donar suport al clade Mandibulata, el qual agrupa membres de Crustacea junt amb Hexapoda i Myriapoda.
|             | Uniramia                                                          |
|             |                                                                   |
| Schizoramia | \| \| Crustaceomorpha \| \| \| \| \| \| Arachnomorpha \| \| \| \| |
|             | \| \| Crustaceomorpha \| \| \| \| \| \| Arachnomorpha \| \| \| \| |
|             | Crustaceomorpha                                                   |
|             |                                                                   |
|             | Arachnomorpha                                                     |
|             |                                                                   |

|  | Crustaceomorpha |
|  |                 |
|  | Arachnomorpha   |
|  |                 |

|             | Uniramia                                                          |
|             |                                                                   |
| Schizoramia | \| \| Crustaceomorpha \| \| \| \| \| \| Arachnomorpha \| \| \| \| |
|             | \| \| Crustaceomorpha \| \| \| \| \| \| Arachnomorpha \| \| \| \| |
|             | Crustaceomorpha                                                   |
|             |                                                                   |
|             | Arachnomorpha                                                     |
|             |                                                                   |

|  | Crustaceomorpha |
|  |                 |
|  | Arachnomorpha   |
|  |                 |